# Hausfrau

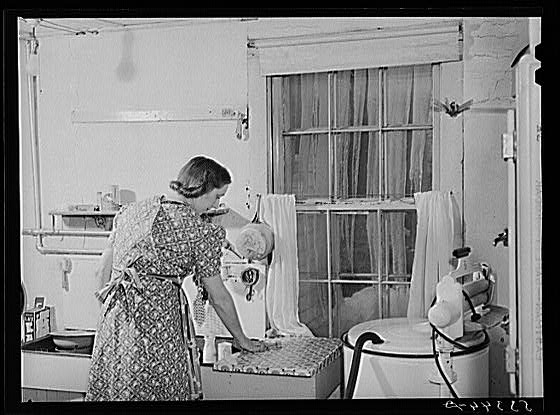
Hausfrau in Neuengland (1940)

Als Hausfrau wird eine Frau bezeichnet, die sich vorrangig der Haus- und Familienarbeit widmet und in der Regel keiner oder nur geringfügiger Lohnarbeit nachgeht.  Für einen Mann in ähnlicher Tätigkeit wird entsprechend der Begriff Hausmann verwendet.
Es wurden auch die Begriffe Vollzeit-Hausfrau
oder Nurhausfrau verwendet. Mit Bezug auf die DDR wird bisweilen von der „Auch-Hausfrau“ gesprochen. Wenn eine Mutter sich in der DDR entschied, ganztägig zuhause zu bleiben, geschah dies bisweilen aus einer bewussten, gesellschaftlich aber gering geschätzten Entscheidung, „die eigenen Kinder der staatlichen Erziehung und bzw. oder sich selbst einer Vergesellschaftung innerhalb des Berufs zu entziehen“.
Ein in dem Zusammenhang auch üblicher Rollen-Begriff ist Hausfrau und Mutter. Im amerikanischen Englisch ist auch der Ausdruck Stay-at-home-mom üblich; im Französischen sagt man Femme au foyer oder femme ménagère.

## Historische Entwicklung

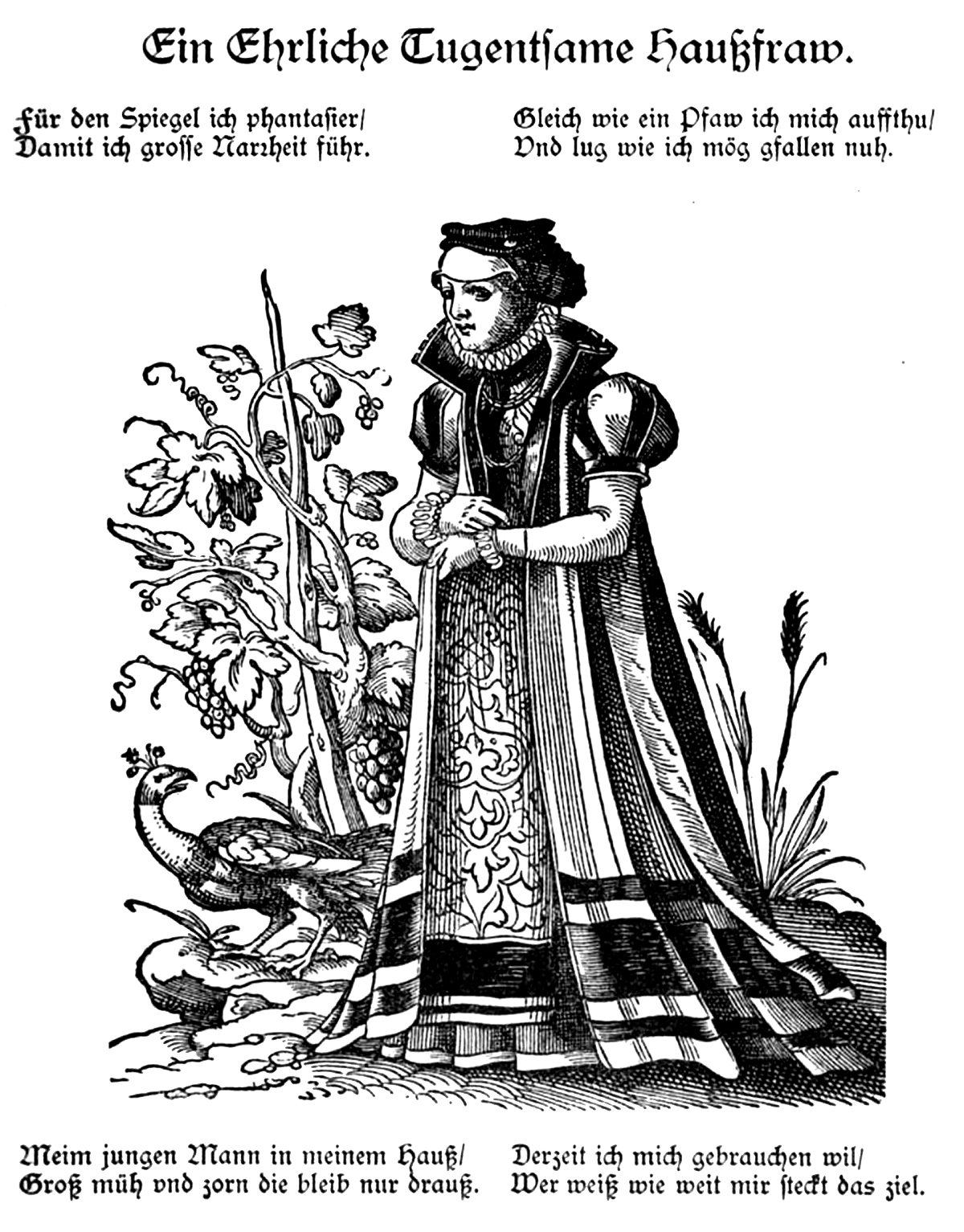
Eine Ehrliche Tugentsame Hausfraw, Jost Amman’s Wappen & Stammbuch (1589)

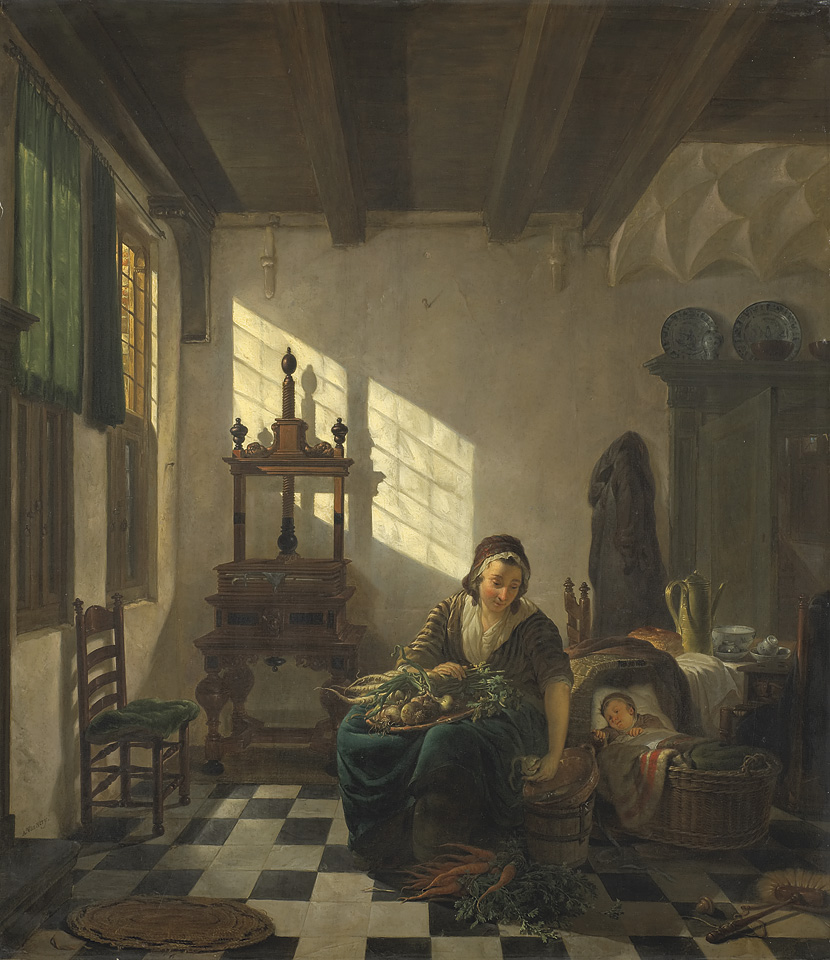
Die Hausfrau, 1800–1811, Ölbild von Abraham von Strij dem Älteren

Der Begriff Hausfrau beschreibt eine verheiratete Frau und wurde im Spätmittelalter synonym mit Ehefrau verwendet. Er kommt vielfach in Urkunden über Rechtsgeschäfte vor.
Der Begriff Hausmann (vgl. auch Hausmannskost) stammt aus dem 16. Jahrhundert und kommt vom mittelhochdeutsch hūsman, „Hausherr, Hausbewohner, Mietmann, Burgwart“. Im 15. Jahrhundert wurde mit der „metz Unmuß“ die oberrheinische Personifikation einer übertriebenen hausfraulichen Unrast und Betriebsamkeit bildlich dargestellt. Im 16. bis 18. Jahrhundert hatte sich die Hausväterliteratur, Vorläufer auch der modernen Kochbücher, nur an den pater familias, den männlichen Vorstand größerer ländlicher Haushalte, gewandt. Im 19. Jahrhundert stieg die technische Ausstattung der Haushalte massiv an, ebenso die zugehörige Haushaltsliteratur, ebenso wurden Hauswirtschaft zunehmend auch in Kursen, etwa den sogenannten Winterschulen und eigenen Ausbildungsgängen vermittelt.  Frauen – in der Rolle der erfahrenen Hausmutter und zunehmend auch die jüngere, noch unerfahrene Hausfrau – wurden damit eigenständiger wahrgenommen und auch in der rapide wachsenden Ratgeberliteratur adressiert. Die damit verbundene neue Rolle der Hausfrau als Haushaltsvorstand auf größeren Landgütern oder (auch externe) leitende Hausbeamtin war ein auch von der bürgerlichen Frauenbewegung mit propagiertes Berufsbild. Der erhöhte Bedarf an externer Schulung und Expertise bildete sich in der Erweiterung der (höheren wie beruflichen) Frauenbildung ab. Unter anderem mit Ida von Kortzfleischs Reifensteiner Schulen gelang es in Deutschland, ein bisher nicht vorhandenes höheres Bildungswesen für junge Frauen aufzubauen und breiter gesellschaftlich zu etablieren. Erst später wurde das entsprechende Bildungswesen – wie die Rolle der Hausfrau unter dem Motto Wo Hausfrauen gemacht werden unter wiederum emanzipatorischen Vorzeichen – eher negativ gesehen.
Das traditionelle bürgerliche Familienmodell wurde so etabliert. Dieses unterscheidet zwischen einer „männlichen“ außerhäuslichen Welt und einer „weiblichen“ häuslichen Welt. Die „Hausfrau und Mutter“ bildet das notwendige weibliche Gegenstück zum männlichen, nun vor allem finanziellen „Versorger“. In Deutschland gestand der Gehorsamsparagraph dem Ehemann die Entscheidung in allen das gemeinschaftliche eheliche Leben betreffenden Angelegenheiten zu, und bis in die 1960er Jahre galt in der Bundesrepublik dem Leitbild der Familienpolitik die Rolle der Hausfrau und Mutter als der „natürliche Beruf der Frau“. So hieß es in der Einführung zum Gleichberechtigungsgesetz von 1957: „Es gehört zu den Funktionen des Mannes, dass er grundsätzlich der Erhalter und Ernährer der Familie ist, während die Frau es als ihre vornehmste Aufgabe ansehen muss, das Herz der Familie zu sein.“ Eine Ehefrau benötigte, um erwerbstätig zu sein, in der Bundesrepublik Deutschland bis 1977, in Österreich bis 1975 die Erlaubnis ihres Ehemannes (siehe hierzu: Reformen der 1960er und 1970er Jahre).
In dem Maße, in dem dieses Familienmodell egalitären Konzepten weicht und die Vereinbarkeit von Familie und Beruf für Frauen – und zunehmend auch für Männer – zu einer erreichbaren Lebensform wird, verliert das Konzept der Hausfrau und Mutter einen Großteil seiner früheren Selbstverständlichkeit. Die wachsende Erwerbstätigkeit von Frauen ist ein Phänomen, das in allen reichen westlichen Ländern beobachtet werden kann. Die Rolle der Hausfrau und Mutter ist dort heute oft nur noch eine von vielen Optionen, zwischen denen Frauen wählen können. Allerdings gibt es hier seit Anfang der 2020er auch eine wachsende Anzahl an Tradwives, die sich stark an traditionellen Rollenbildern orientieren. Im EU-Vergleich weisen neben Deutschland die baltischen Staaten sowie die Länder Skandinaviens die höchsten Frauenerwerbsquoten auf.

## Vereinigte Staaten
In den Vereinigten Staaten war die Unzufriedenheit von Frauen mit College-Ausbildung, denen in den 1950er Jahren nahegelegt wurde, ihre persönliche Erfüllung allein in der Rolle als Hausfrau und Mutter zu suchen – das, was Betty Friedan „das Problem ohne Namen“ nannte –, einer der Ausgangspunkte für die zweite Welle der Frauenbewegung.
Heute, da auch Mütter von Säuglingen aufgrund des fehlenden Mutterschutzes mehrheitlich erwerbstätig sind, wird in den USA nicht nur das Image der stay-at-home-mom als problematisch empfunden, sondern vor allem die Tatsache, dass mit der fehlenden Berufstätigkeit der Frau auch ein Einkommen entfällt.

## Japan
In Japan ist die Rolle der Frau als Hausfrau und Mutter von großer Bedeutung, und die Lebenswelten von Männern und Frauen unterscheiden sich deutlich. Den Müttern obliegt die Verantwortung für den Schulerfolg der eigenen Kinder im stark selektiven Schulsystem Japans.

## Filme
- L’aggettivo donna, Annabella Misuglio, Italien 1971, Dokumentarfilm – Kritik des Patriarchats in Italien. L’aggettivo donna analysiert die doppelte Ausbeutung der Arbeiterinnen, die Isolation der Hausfrauen und die Abrichtung der in die Schulen eingesperrten, von den anderen Menschen getrennten Kindern.